# Coccocypselum glabrifolium
Coccocypselum glabrifolium är en måreväxtart som beskrevs av Paul Carpenter Standley. Coccocypselum glabrifolium ingår i släktet Coccocypselum och familjen måreväxter. Inga underarter finns listade i Catalogue of Life.